# نیروگاه بادی دریایی ویندبای
نیروگاه بادی دریایی ویندبای (انگلیسی: Vindeby Offshore Wind Farm) اولین نیروگاه بادی دریایی در جهان بود که دور از سواحل منطقه مسکونی ویندبای جزیره لولند، دانمارک در سال ۱۹۹۱ ایجاد شد. این نیروگاه بعد از ۲۵ سال عمر مفید بدلایل مخارج و هزینه از رده خارج شد.

## تاریخچه
در سال ۱۹۸۷، یکی از شرکت‌های سابق دونگ انرژی (اورستد کنونی) به نام الکرافت توربین‌های بادی را مد نظر گرفت و در سال ۱۹۸۹، پهنه آبی اطراف جزیره لولند را تحت بررسی قرار داد.